# Pálmavirágúak
A pálmavirágúak (Arecales) a zárvatermők egy rendje. Elfogadottsága néhány évtizedre nyúlik vissza, korábban az ide tartozó növényeket a Principes rendbe sorolták.

## Rendszertan
A Cronquist-rendszer (1981) a rendet az Arecidae alosztályba sorolta a Liliopsida (= monocotyledons) osztályon belül.
A Thorne-rendszer (1992) és a Dahlgren-rendszer a rendet az Areciflorae vagy Arecanae öregrendbe sorolta a Liliidae (= monocotyledons) alosztályon belül, egyetlen családdal az Arecaceae-vel.
Az APG II-rendszer (2003) a rendet az egyszikűekhez tartozó commelinids kládba sorolta a következő leírással:
- rend Arecales
család Arecaceae, alternatív név Palmae

Ez megegyezett az eredeti 1998-as APG-rendszerrel, bár az commelinids helyett a „commelinoids” írásmódot használta.
A 2016-ban megjelent APG IV-rendszer a rendbe helyezi a Dasypogonaceae családot is, miután újabb keletű cikkek a Dasypogonaceae-t az Arecaceae testvércsoportjaként mutatták ki.